# Cimitero monumentale di Avezzano
Il cimitero monumentale di Avezzano è uno dei cimiteri della città di Avezzano, in Abruzzo. Aperto ufficialmente nella seconda metà dell'Ottocento è collocato accanto al sito della chiesa di Santa Maria in Vico, andata distrutta in seguito al terremoto della Marsica del 1915.

## Storia

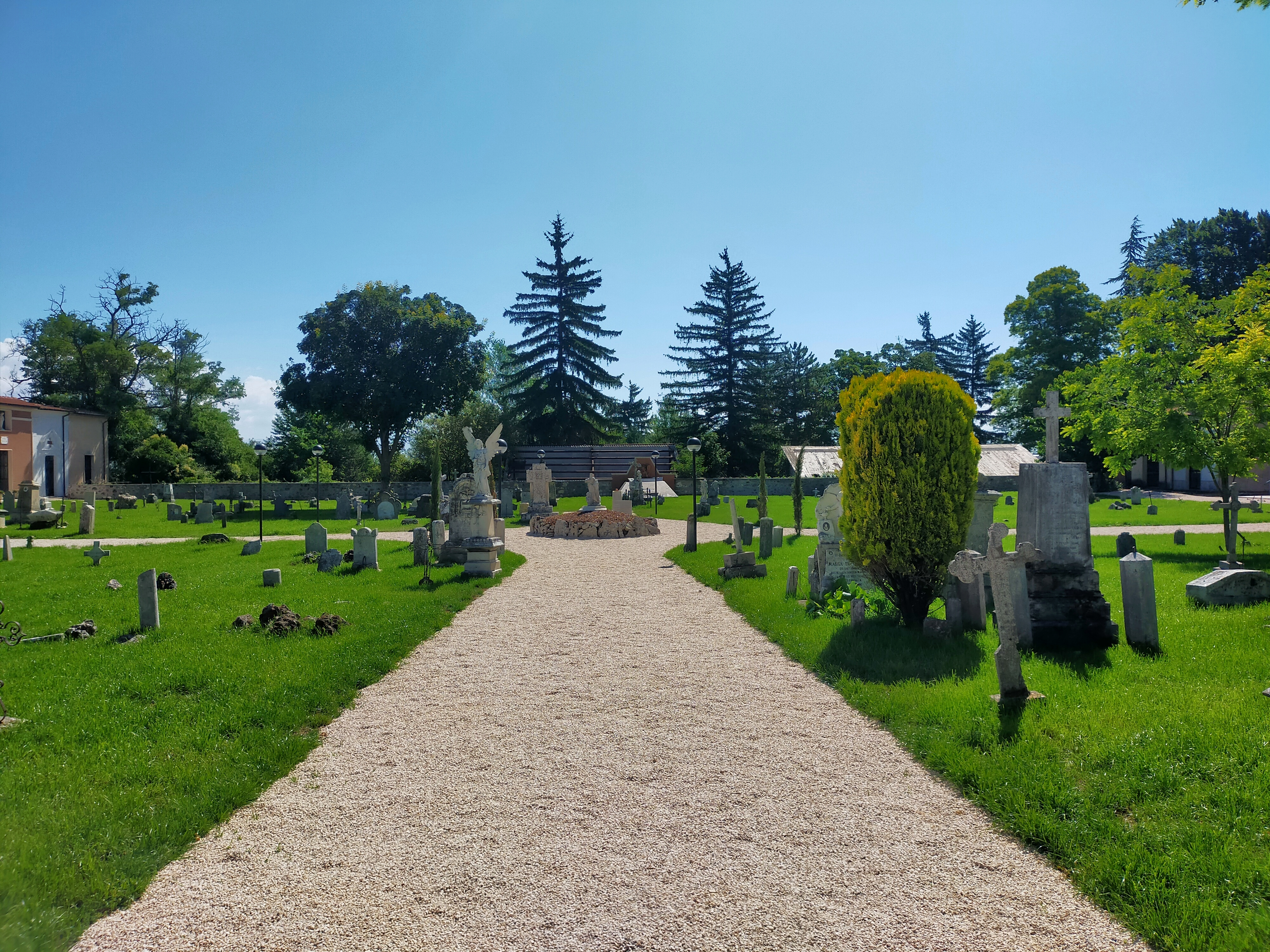
Il cimitero dopo la riqualificazione del 2025

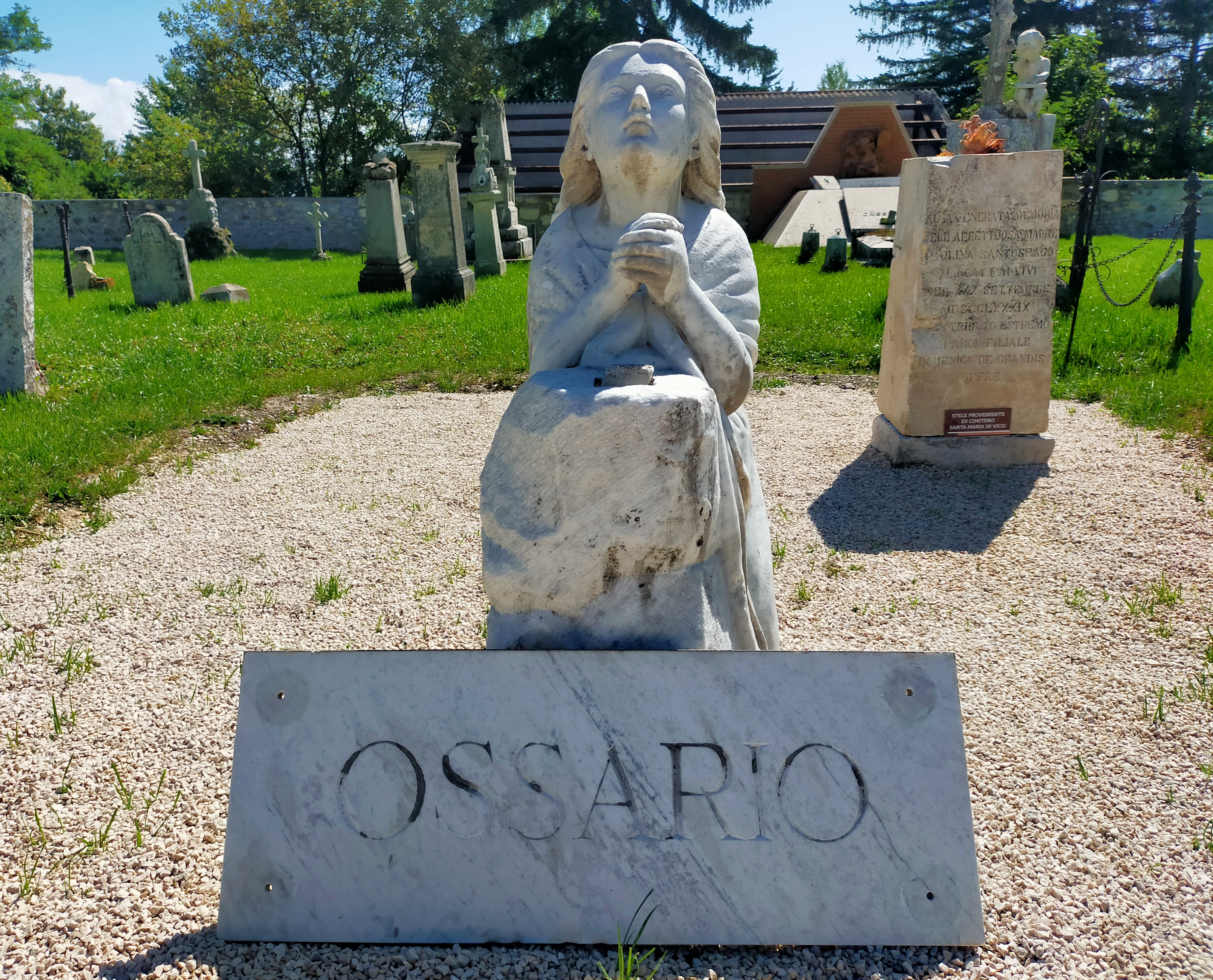
Ossario dei morti del terremoto del 1915

### Il dismesso cimitero di Chiusa Resta
Il dismesso cimitero dei prigionieri di guerra del campo di concentramento di Avezzano venne realizzato durante la prima guerra mondiale, a cominciare dal 1916, in località Chiusa Resta, un'area già adibita ai servizi cimiteriali dal 1656, anno della grande peste. Il vecchio camposanto venne chiuso nel 1881 qualche anno dopo l'apertura del cimitero comunale a inumazione collocato lungo la strada per Luco dei Marsi accanto alla chiesa-convento di Santa Maria in Vico e non distante dalla chiesa di Sant'Antonio tra le Fratte, piccolo edificio di culto dedicato a sant'Antonio di Padova, costruito per commemorare i circa 300 avezzanesi morti in seguito all'epidemia di tifo petecchiale avvenuta intorno al 1840 e seppelliti nella retrostante fossa comune.
Gli ufficiali del Regio Esercito deceduti vennero seppelliti in un'area prossima al cimitero della chiesa di Santa Maria in Vico, mentre le salme degli 850 internati dell'imperiale e regio esercito austro-ungarico perlopiù boemi, cechi, slovacchi, croati, polacchi, serbi, tedeschi, ungheresi e i rumeni, provenienti da Banato, Bucovina e Transilvania, morti soprattutto a causa dell'influenza spagnola tra il 1917 e il 1919, vennero sotterrati presso il camposanto di Chiusa Resta in via Piana, riallestito per tale necessità.
All'inizio degli anni venti l'insegnante e artista Luigi Bartolini realizzò un'incisione raffigurante il cimitero dei prigionieri di guerra, opera esposta alla National Gallery of Art di Washington.
(Luigi Bartolini)
Quasi tutte le salme, circa 770, furono riesumate dal camposanto comunale di Chiusa Resta e quello di Santa Maria in Vico tra il 1969 e il 1991 per essere trasferite nel sacrario militare di Asiago. Nel 2007 furono riesumate le ultime spoglie che vennero restituite alle autorità estere.

### Il cimitero di Santa Maria in Vico

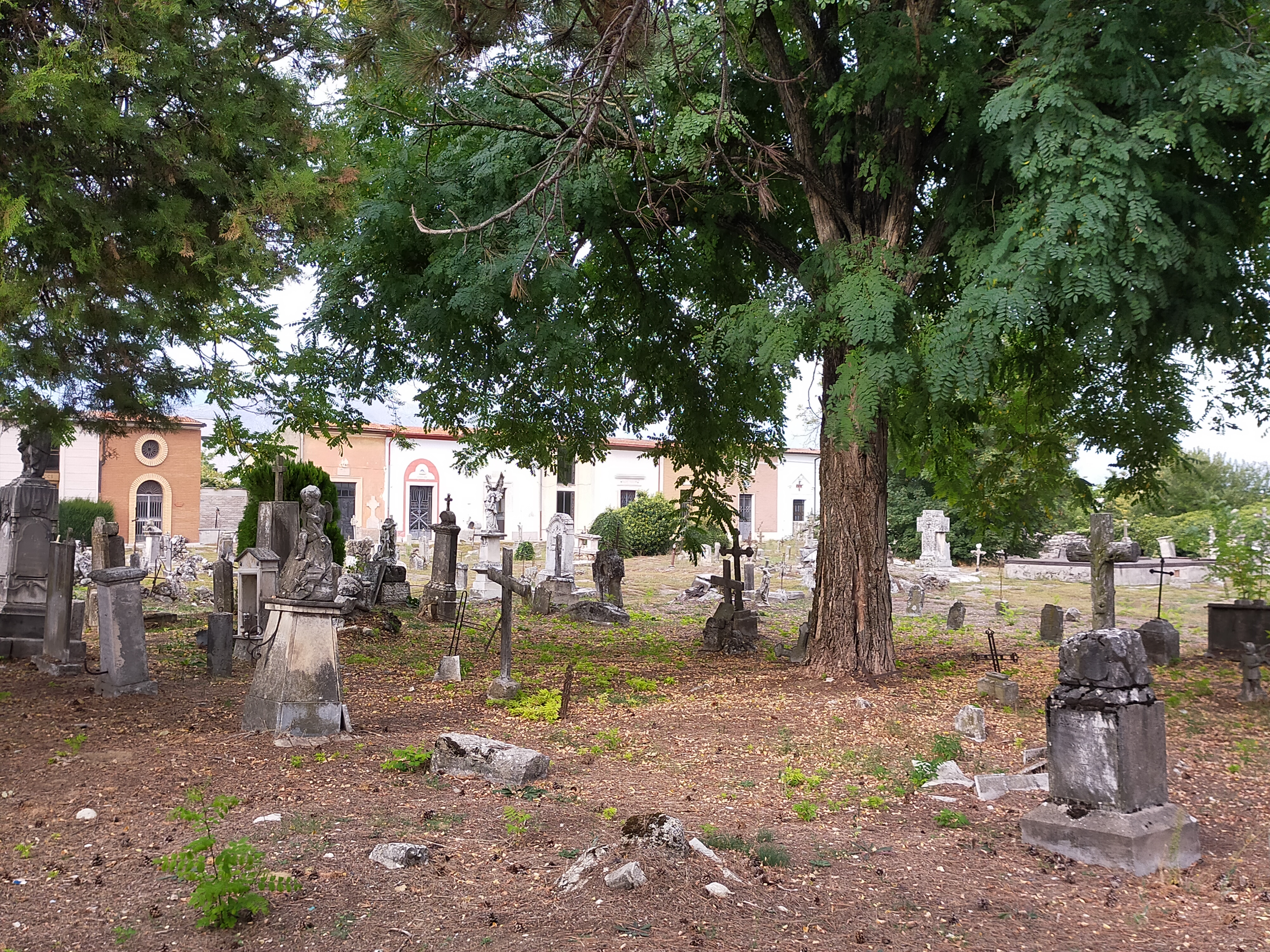
Il cimitero prima della riqualificazione del 2025

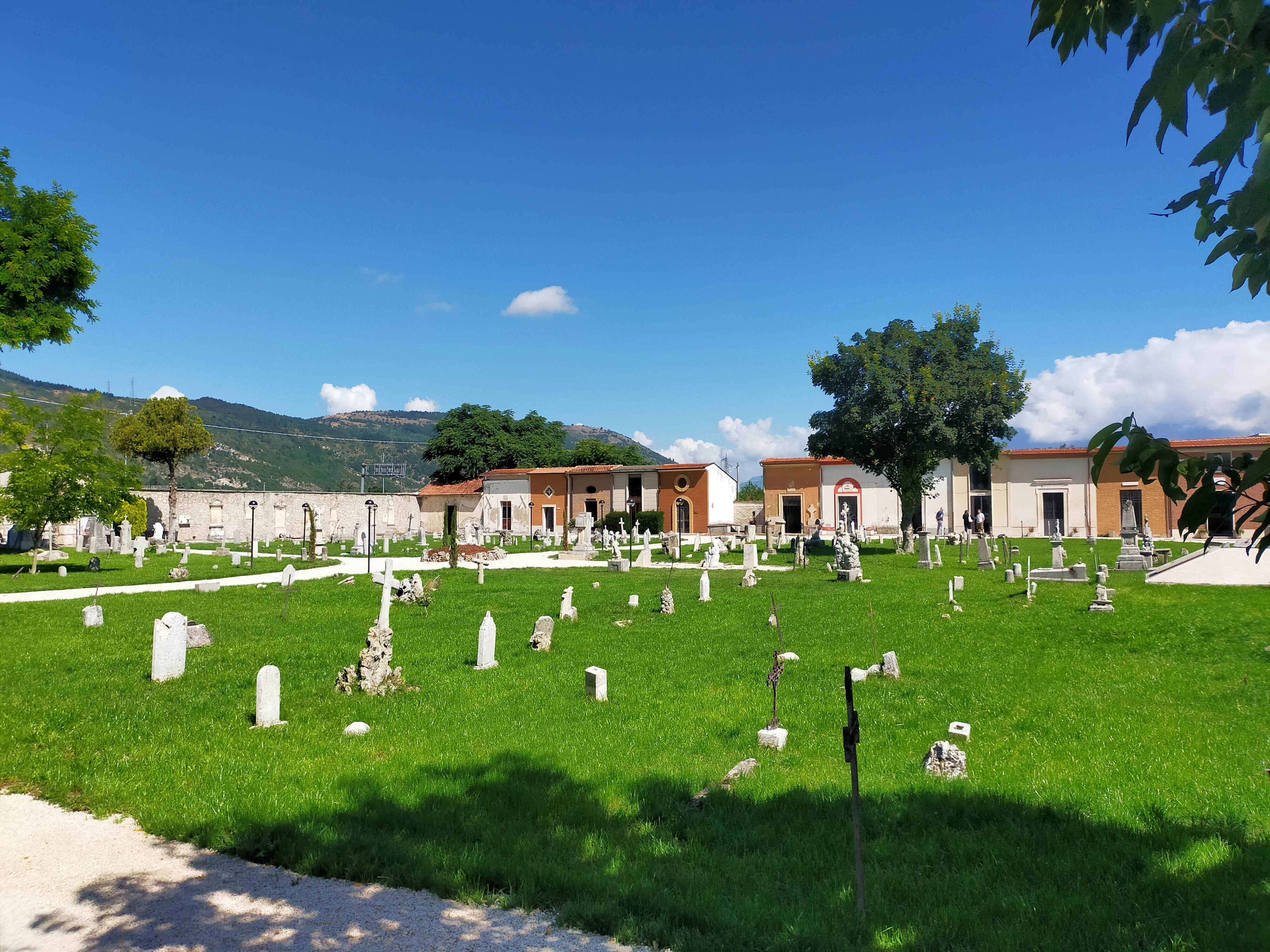
Il cimitero riqualificato

Nella cittadina, elevata nel 1811, a capoluogo di distretto, crebbe la necessità di realizzare, già alcuni anni dopo l'editto di Saint Cloud e le seguenti legiferazioni del Regno d'Italia, un cimitero comunale, collocato fuori dal centro urbano a tenore delle leggi reali vigenti.
Nel 1836 fu deliberato l'appalto per la costruzione del nuovo cimitero superando il progetto di Fileno Capozzi e Vincenzo Porreca del 7 settembre 1830 promosso dal sindaco Loreto Orlandi e successivamente dal primo cittadino Antonio Iatosti e dai delegati ai camposanti comunali e previsto accanto alla chiesa scomparsa di Sant'Andrea alle Vicenne, fuori le mura. Tuttavia, a causa dell'aumento dei costi della perizia e dei lavori previsti, si decise di realizzare negli anni a venire delle nuove aree per le sepolture nelle vicinanze delle chiese rurali di Sant'Andrea alle Vicenne, di Sant'Antonio abate, della Madonna di Loreto, di San Nicola e di Sant'Antonio tra le Fratte con la possibilità di effettuare i seppellimenti entro le cappelle concessa alle famiglie che godevano del diritto di patronato.
In attesa della realizzazione del nuovo cimitero a inumazione, nel 1839 il "decurionato" indicava le aree cimiteriali provvisorie nei pressi delle chiese eccentriche di Sant'Antonio tra le Fratte, di San Rocco, di San Giovanni in San Francesco e dei frati minori conventuali.
Nel 1854 i delegati del municipio accolsero la richiesta di Léon De Rotrou, funzionario francese impegnato nell'opera del prosciugamento del lago Fucino, di poter erigere su una porzione di terreno cimiteriale un monumento funerario in memoria della moglie O. Stelle Coline Guerin, prematuramente scomparsa.
Successivamente alle leggi soppressive degli ordini religiosi, emanate poco dopo la proclamazione del Regno d'Italia, il comune di Avezzano destinò una parte dei terreni adiacenti all'ex convento e alla chiesa di Santa Maria in Vico, nell'area denominata Selva dei Frati in via dei Cappuccini, alle funzioni cimiteriali. Onde evitare l'abbandono gli edifici religiosi e le pertinenze furono affidati a un rettore, che ebbe anche responsabilità di custodia e mantenimento dei luoghi.
Dopo circa un decennio l'ampliamento e la costruzione del cimitero moderno di Santa Maria in Vico risultarono rallentate da problematiche di tipo burocratico e soprattutto economico, per via della lievitazione del costo dei materiali e della mano d'opera favorita soprattutto dagli imponenti lavori di prosciugamento e di bonifica del Fucino voluti da Alessandro Torlonia. Dal 1878, in seguito ad accordi presi con l'amministrazione comunale, i privati cittadini poterono iniziare a edificare le cappelle che ebbero anche il compito di recintare a nord e a sud il nuovo camposanto.
Il cimitero venne utilizzato fino al periodo appena successivo al terremoto della Marsica del 1915, in seguito al quale ne venne realizzato uno nuovo e più spazioso in località Colle Sabulo. 
In questa area era collocata una necropoli di epoca romana tanto che sono riemerse iscrizioni latine relative ai liberti dei Sestuleii, Ametissano, Plozia e Ametisto.
Due sarcofagi in pietra calcarea del sito posto presso il vecchio cimitero di Santa Maria in Vico sono stati collocati nel giardino romantico del palazzo municipale unitamente a una olla acroma.
La riapertura del vecchio cimitero, ampiamente riqualificato e ufficialmente denominato "monumentale", è avvenuta il 12 luglio 2025.

## Descrizione
(Ugo Foscolo, Dei sepolcri)

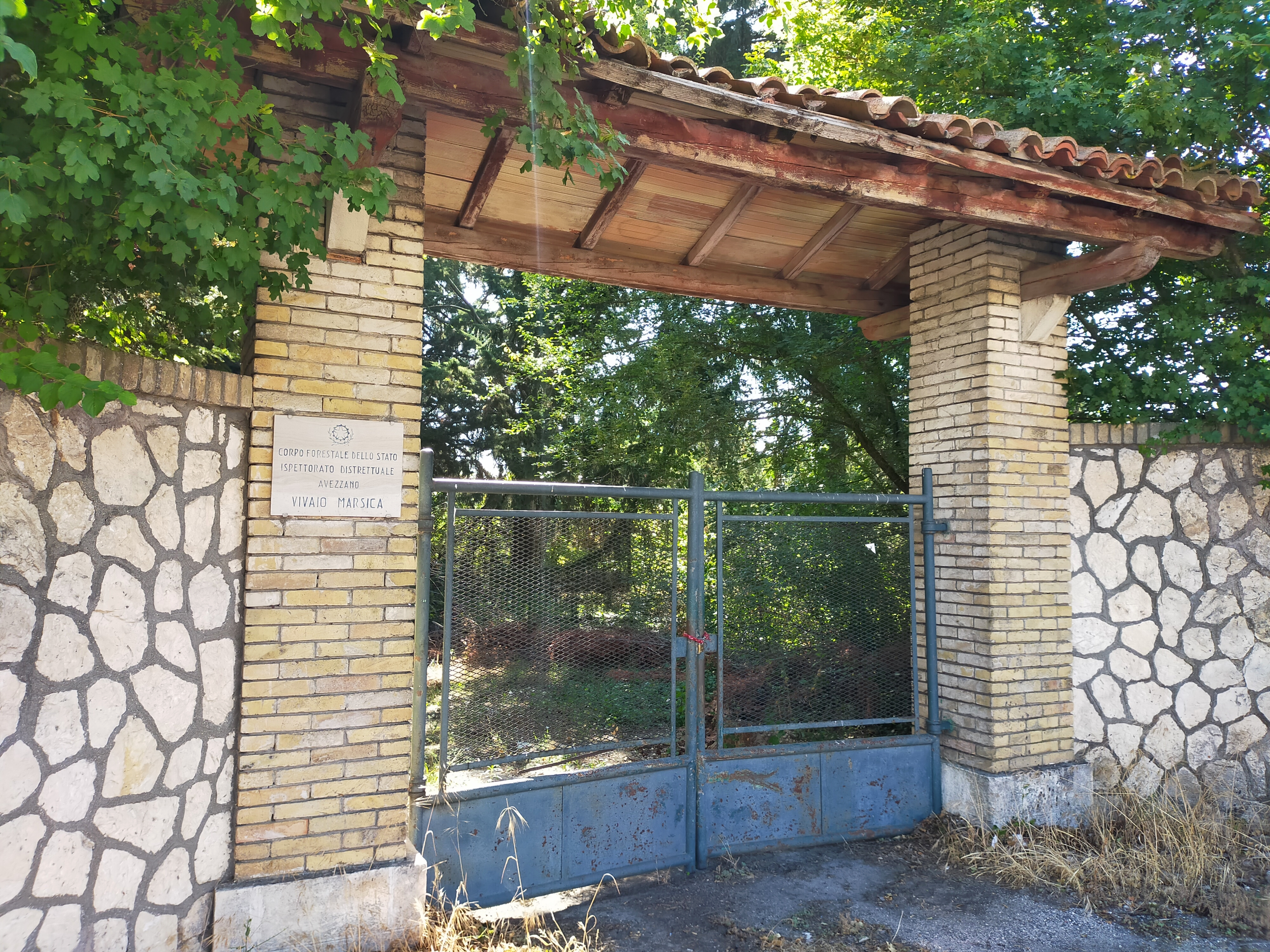
Il contiguo ex vivaio del Corpo forestale dello Stato

Il cimitero monumentale è collocato lungo la strada provinciale 22 Circonfucense, tratto urbano di via Sandro Pertini, che collega Avezzano al nucleo industriale e al comune di Luco dei Marsi. Accanto a esso si trova il "Vivaio Marsica" del Corpo forestale dello Stato, realizzato nel corso del XX secolo nel sito della chiesa scomparsa di Santa Maria in Vico. Il cimitero si caratterizza per gli ampi spazi erbosi, divisi in quadranti, e i viali in ghiaia. Lateralmente sono collocate le cappelle di alcune note famiglie avezzanesi. 

### Architetture
Nell'accesso principale si trova il vecchio portale in pietra che fu incluso tra le pertinenze della chiesa scomparsa di Santa Maria in Vico. Le cappelle gentilizie sono state edificate nei lati nord e sud. L'ossario del terremoto della Marsica del 1915 si trova al centro del camposanto. Il luogo è impreziosito da alcune stele, cippi e sculture marmoree. L'edicola funeraria dei fratelli Brogi è opera dell'architetto Gaetano Koch..

### Sepolture illustri
Tra le sepolture figurano anche quelle di cittadini illustri, vissuti tra l'Ottocento e il Novecento, come i fratelli Tommaso e Giuliano Brogi, Bruno Cassinelli, il sindaco Sergio Cataldi, Giovanni Cerri, Bruno Corbi, Gianni Corbi, il sindaco Antonio Iatosti, il sindaco Emanuele Lolli, il sindaco Enrico Mattei, il garibaldino e sindaco Orazio Mattei, il sindaco Ercole Nardelli, Federico Vittore Nardelli, Geremia Raffaele Nardelli, Loreto Orlandi, Giuseppe Pennazza, Enrico Resta e i conti Resta.